# Asbjørn Agerschou
Asbjørn Agerschou (født 22. februar 1948 i Svaneke, død 8. november 2024) var en dansk seminarielærer og politiker, der var medlem af Folketinget og Ribe Amtsråd for SF.
Han var søn af stadsskoleinspektør Vagn Agerschou og husmoder Birgit Agerschou og blev selv uddannet lærer fra Esbjerg Seminarium i 1970. Efterfølgende var han souschef for Ungdomsrådgivningen i Esbjerg 1973-1974 og seminarielærer ved Socialpædagogisk Seminarium i Esbjerg fra 1974.
Som folkevalgt debuterede han i 1978, da han blev medlem af Ribe Amtsråd. Her sad han til 1981, hvor han blev medlem af Folketinget for Esjergkredsen. Han gjorde sig gældende som socialordfører og var også gruppesekretær. Som socialordfører blev han kendt for sin uortodokse tilgang og som fortaler for selvstyrende enheder i samfundet.
Efter sin tid i Folketinget blev han SF's partisekretær og arbejdede her tæt sammen med daværende formand Holger K. Nielsen og gruppeformand Steen Gade. Sidst i sin karriere arbejdede han som socialfaglig konsulent i Socialpædagogernes Landsforbund.
Sammen med daværende SF'ere Christine Antorini og Jørn Jespersen udviklede han "Selskabet til finere socialistisk madlavning", som med hvid dug og syvarmede lysestager, som både diskuterede socialisme og mad.

## Forfatterskab
Asbjørn Agerschou udgav i 2015 bogen “Fik kvinderne ret? - Fortællinger fra 100 år med valgret til kvinder” sammen med Anne Baastrup og Pernille Vigsø Bagge.
I 2022 udgav Asbjørn Agerschou bogen “Den store krig - Danske kilder til efteråret 1914”.